# Larentia stenotaenia
Larentia stenotaenia är en fjärilsart som beskrevs av Leo Schwingenschuss 1953. Larentia stenotaenia ingår i släktet Larentia och familjen mätare. Inga underarter finns listade i Catalogue of Life.